# Семёнов, Сергей Александрович (писатель)
Сергей Александрович Семёнов (7 (19) октября 1893 — 12 января 1942) — русский советский писатель. Приёмный отец поэта Глеба Семёнова.

## Биография
Родился в рабочей семье. В биографиях Семёнова местом его рождения называют деревню Наумов Починок (возможно, ныне не существующее урочище Починок-Наумов, Кологривский уезд Костромской губернии (ныне Парфентьевский муниципальный округ Костромской области). 
С детства жил в Санкт-Петербурге, был рабочим, служил в страховом агентстве. С 1918 большевик, служил в РККА в Монголии и Заполярье. С 1921 в Петрограде-Ленинграде, занимал небольшие руководящие посты в учреждениях культуры, в том числе был заведующим литературно-художественного отдела Ленгослитиздата. С 1921 также занимался литературной деятельностью.
Принимал участие в трёх арктических экспедициях: на «Сибирякове» (1932), «Челюскине» (1933—1934) и «Садко» (1936). Член правления СП СССР с 1934.
В 1939—1940 годах участник финской войны.
Во время Великой Отечественной батальонный комиссар на Волховском фронте. Умер во фронтовом госпитале. Похоронен на городском кладбище г. Сясьстрой.

## Творчество
В 1922 выпустил роман-дневник «Голод», написанный от лица 15-летней девочки и описывающий голод 1919 года, во время которого погиб отец Семёнова. Роман выдержал девять изданий. «Размышления и диалоги в романе, переданные в дневниковой, нередко — импрессионистской манере, свидетельствуют о большом психологическом мастерстве и природном писательском даровании Семёнова. Душевная чёрствость и отчуждение друг от друга в семье как следствие голода, показанное Семёновым в романе, — это нечто гораздо большее, чем просто искренний документ той эпохи». Известность получил роман «Наталья Тарпова».

## Сочинения
- Голод, Пг., ГИЗ, 1922
- Единица в миллионе, 1922
- Копейки, 1924
- Наталья Тарпова. В 2-х кн., 1927—1930
- Не сдадимся (о ледовом походе «Челюскина» под началом О. Ю. Шмидта), [1935]
- Однотомник, 1936
- Избранное, 1970